# PR Newswire
PR Newswire era una distribuidora de comunicados de prensa con sede en Nueva York. El servicio fue creado en 1954 para permitir a las empresas enviar electrónicamente comunicados de prensa a las organizaciones de noticias, al principio utilizando teleimpresoras. El fundador, Herbert Muschel, operó el servicio desde su casa en Manhattan durante aproximadamente 15 años. El negocio se vendió finalmente a Western Union y luego a United Newspapers de Londres. En diciembre de 2015, Cision Inc. anunció que adquiriría la empresa. El 1 de enero de 2021, Cision fusionó formalmente PR Newswire en la empresa, poniendo fin a su condición de entidad legal después de 66 años.

## Historia
PR Newswire se fundó en marzo de 1954. En 1971, se vendió a Western Union, que había proporcionado las líneas de telecomunicaciones y las teleimpresoras que soportaban el servicio. En 1977, PR Newswire comenzó a utilizar terminales electrónicos para la edición de copias.[cita requerida]
En el año 2000, la empresa adquirió eWatch, fundado en 1995 como un servicio automatizado para supervisar sitio webs, sala de chats, grupos de Usenet, publicaciones en la web, servicios en línea foros y tableros de mensajes de inversores mensajes en busca de menciones de una organización, tema, producto o servicio específicos. En 2001, PR Newswire emitió un comunicado de prensa multimedia para Touchstone Pictures promocionando la película Pearl Harbor, que incluía b-roll, sound bite, imágenes de alta resolución y tráiler de la películas. El 17 de abril de 2007, PR Newswire adquirió Vintage Filings.
En diciembre de 2008, PR Newswire trasladó su sede corporativa de Nueva York de Midtown Manhattan a Lower Manhattan, en el 350 de Hudson Street. A mediados de 2009, PR Newswire adquirió The Fuel Team. El mayor competidor de PR Newswire es Business Wire, a partir de 2014 y PR News Journal a partir de 2018. El 15 de diciembre de 2015, PR Newswire fue vendida a la compañía global de inteligencia de medios, Cision, por $841 millones. La transacción, que requería la aprobación de los accionistas de UBM plc, así como las aprobaciones regulatorias, se esperaba que se cerrara a finales del primer trimestre de 2016. A partir de junio de 2016 (fecha de cierre de la operación) se convirtió en una filial de Cision. En 2013, la base de datos de PR newswire incluía 10.700 sitios web sindicados y contaba con 800.000 periodistas e influencers en su red.
En la década de 2010, PR Newswire y su competidora Business Wire fueron objeto de amplios y exitosos ataques por parte de hackers ucranianos, que accedieron a comunicados de prensa aún no publicados para permitir información privilegiada. Según el FBI, el caso fue el mayor fraude informático y bursátil conocido en el mundo, con unos beneficios que superaron los 100 millones de dólares en esas operaciones que se hicieron públicas solo por la SEC, pero que las autoridades creen que son muy superiores.
En 2021, hay informes no confirmados de que la empresa matriz Cision está buscando escindir PR Newswire impulsada por el propietario mayoritario de Cision, Platinum Equity.